# Литовченко, Елена Николаевна
Елена Николаевна Литовченко (род. 30 мая 1944 года) — советский и российский искусствовед, член-корреспондент Российской академии художеств (2012).

## Биография
Родилась 30 мая 1944 года.
В 1967 году — окончила Институт живописи, скульптуры и архитектуры имени И. Е. Репина.
С 1968 года — работает в Научно-исследовательском музее при Российской академии художеств, в настоящее время — хранитель фонда произведений Е. Е. Моисеенко.
В 2012 году — избрана членом-корреспондентом Российской академии художеств от Отделения искусствознания и художественной критики, с 2012 г.)
Читает курс лекций по истории графики в Государственном институте живописи, скульптуры и архитектуры имени И. Е. Репина, принимает участие в рецензировании дипломных работ.

### Монографии, научные труды
- Литовченко Е. Н. К. И. Рудаков. Воспоминания о художнике (автор вст. статьи и составитель). (М.: Художник РСФСР, 1979 г.)
- Литовченко Е. Н. Научно-исследовательский музей Академии художеств СССР. Альбом (научная редакция, автор раздела). (М. Изобразительное искусство, 1989 г.)
- Литовченко Е. Н. М. К. Аникушин. Каталог выставки (автор вст. статьи и составитель). (СПб.: Славия, 1997 г.)
- Литовченко Е. Н. М. К. Аникушин, Е. Е. Моисеенко. Каталог выставки (автор вст. статьи и составитель). (СПб.: Белый аист, 2001 г.)
- Литовченко Е. Н. Е. Е. Моисеенко. Каталог выставки (автор вст. статьи и составитель). (СПб.: НП Принт, 2006 г.)
- Литовченко Е. Н. М. К. Аникушин. Альбом (автор вст. статьи и составитель). (СПб.: Историческая иллюстрация, 2008 г.)
- Литовченко Е. Н. Владимир Ветрогонский (автор вст. статьи и составитель). (СПб.: БЕЛЛ, 2009 г.)
- Литовченко Е. Н. Музей Академии художеств. Страницы истории (научная редакция, автор раздела). (СПб., 2011 г.)
- Литовченко Е. Н., Полякова. Л.С. Академия художеств. История в фотографиях. Альбом. (автор вст. статьи и составитель) (СПб., 2011 г.)
- Литовченко Е. Н. Е. Е. Моисеенко. Коллекция из мастерской. Альбом (автор вст. статьи и составитель). (СПб.: Историческая иллюстрация, 2012 г.)
- Литовченко Е. Н., Полякова. Л.С. Академия художеств. История повседневности в воспоминаниях и изображениях современников. (автор вст. статьи и составитель) (СПб., 2014 г.)
- Литовченко Е. Н. К. И. Рудаков. Альбом (автор вст. статьи). (М., 2015 г.)

## Награды
- Заслуженный работник культуры Российской Федерации (1998)[1]
- Медаль «Ветеран труда» (1988)
- Медаль «В память 300-летия Санкт-Петербурга» (2004)
- Золотая медаль РАХ «За заслуги перед Академией» (2014)